# Plac Zbawiciela (film)
Plac Zbawiciela – polski dramat filmowy z 2006 roku w reżyserii Joanny Kos-Krauze i Krzysztofa Krauzego. Film opowiada opartą na faktach historię warszawskiej rodziny, postawionej w trudnej sytuacji materialnej wobec bankructwa dewelopera. Beata (Jowita Budnik) oraz jej mąż Bartek (Arkadiusz Janiczek) są zmuszeni zamieszkać wraz z dwoma synami u Teresy (Ewa Wencel), władczej matki Bartka, co wskutek wzajemnych napięć prowadzi do rodzinnej tragedii.
Plac Zbawiciela był debiutem fabularnym asystującej mężowi Joanny Kos-Krauze, stanowiącym powrót do porzuconych na krótko, na rzecz Mojego Nikifora, zainteresowań Krzysztofa Krauzego materią społeczną, mocno osadzoną w czasach współczesnych, która jest tematem wielu jego filmów. Film był debiutem fabularnym Wojciecha Staronia, który poprzednio pracował jako drugi operator przy Moim Nikiforze. Plac Zbawiciela został pozytywnie przyjęty przez krytyków, zdobywając główną nagrodę Festiwalu Polskich Filmów Fabularnych – Złote Lwy, a także Orła dla najlepszego filmu. Wielokrotnie nagradzane były również role Budnik oraz Wencel.

## Fabuła

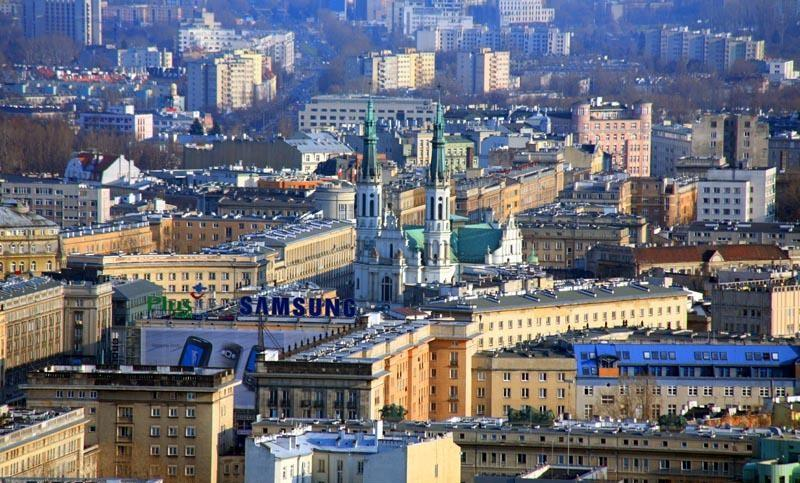
Plac Zbawiciela w Warszawie

Film rozpoczyna się sceną, w której w mieszkaniu podstarzałej Teresy, do której wprowadzili się przedtem jej syn Bartek oraz synowa Beata, dzwoni telefon. Odebrawszy telefon, Teresa dowiaduje się o tragedii związanej z synową, po czym wydobywa się z niej rozdzierający krzyk.
Akcja filmu przenosi się do idyllicznie przedstawionej Warszawy. Młoda kobieta Beata przemierza plac Zbawiciela wraz z dwójką złotowłosych synów, Dawidem i Adrianem, po drodze kupując kwiaty. Na co dzień Beata wychowuje dzieci, podczas gdy Bartek pracuje w firmie montującej klimatyzatory. Przed odebraniem kluczy, aby zaoszczędzić trochę pieniędzy, wprowadzają się do Teresy. Jednakże wychodzi na jaw, że deweloper zbankrutował, a pieniądze będące własnością Teresy przepadły. Młodzi zostają w mieszkaniu matki/teściowej przy placu Zbawiciela.
Uwikłany w zależność od władczej Teresy, zazdrosnej o syna, Bartek zaczyna się pastwić psychicznie nad Beatą. Gdy ta wydaje 500 złotych na przedszkolne przybory dla dzieci, Bartek wszczyna awanturę i odbiera żonie kartę do bankomatu. Teściowa natomiast nie pozwala Beacie podjąć pracy, odmawiając odebrania dzieci z przedszkola. Wkrótce Bartek wyprowadza się do kochanki, wnosząc sprawę rozwodową. Zdesperowana Beata, gdy zostaje zmuszona do wyprowadzenia się z mieszkania teściowej, próbuje otruć synów, a sama podcina sobie żyły. Jednakże trójka zostaje odratowana, a Beacie za usiłowanie zabójstwa na dzieciach grozi piętnaście lat więzienia. Targany wyrzutami sumienia Bartek ostatecznie przedstawia autentyczną wersję wydarzeń, a biorąc winę na siebie zostaje postawiony w stan oskarżenia.

## Obsada
- Jowita Budnik – Beata
- Arkadiusz Janiczek – Bartek
- Ewa Wencel – Teresa
- Dawid Gudejko – Dawid
- Natan Gudejko – Adrian

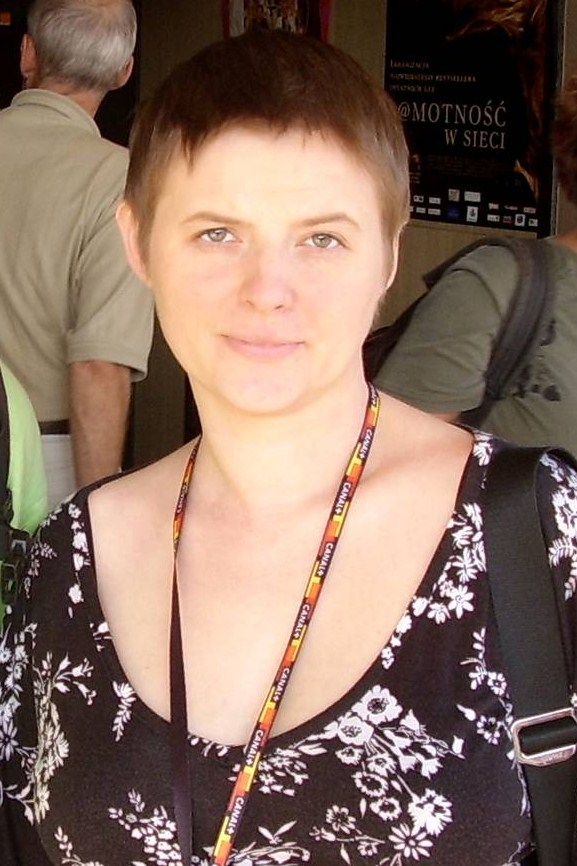
Jowita Budnik, odtwórczyni roli Beaty

- Beata Fudalej – Edyta, sąsiadka Teresy, przyjaciółka Beaty
- Zina Kerste – Hania, przyjaciółka Beaty
- Zuzanna Lipiec – Irena, siostra Beaty
- Krzysztof Bochenek – Wiktor, szwagier Beaty
- Małgorzata Rudzka – Ola, szefowa Hani
- Aleksander Mikołajczak – prawnik, przyjaciel Teresy
- Jerzy Gudejko – przewodniczący
- Piotr Nowak – Piotr, kolega Bartka
- Dariusz Pick – mężczyzna na zebraniu wspólnoty mieszkaniowej
- Magdalena Gnatowska – straganiarka
- Jarosław Budnik – Jeremi
- Sławomir Jóźwik – członek zarządu wspólnoty mieszkaniowej

Źródło: Filmpolski.pl.

## Produkcja

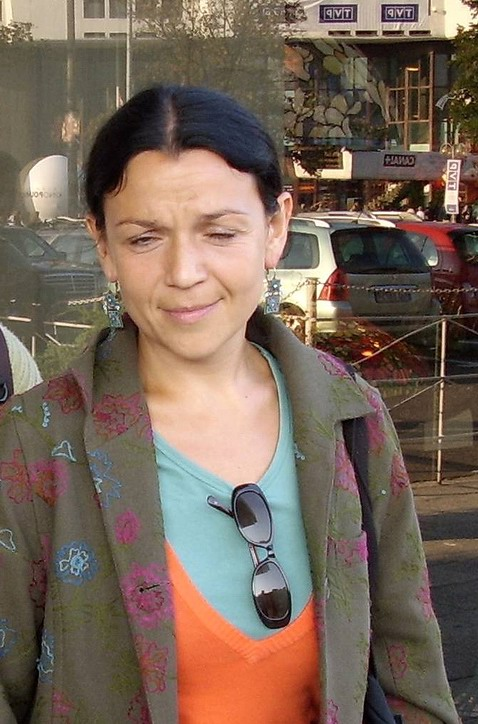
Joanna Kos-Krauze, współreżyserka filmu

Inspiracją dla pary reżyserów, Krzysztofa Krauze i Joanny Kos-Krauze, była opublikowana na łamach „Super Expressu” historia warszawskiej kobiety, która została porzucona przez męża i próbowała odebrać życie sobie oraz dwóm kilkuletnim synom. Jednakże kobieta została odnaleziona niedaleko placu Zbawiciela i odratowana wraz z dziećmi. Oboje reżyserów traktowało film w kategoriach eksperymentu psychoterapeutycznego, długo przygotowując się do pisania scenariusza. Na etapie przygotowań reżyserzy konsultowali się również z kobietami z Centrum Praw Kobiet, po czym zauważyli, że „większość przypadków przemocy w rodzinie nie polega na fizycznym, lecz właśnie na psychicznym znęcaniu się nad ofiarą”.
Przed ukończeniem scenariusza reżyserzy zdecydowali się nagrać na magnetofon wielogodzinne sesje rozmów z aktorami przymierzanymi do ról – Jowitą Budnik, Arkadiuszem Janiczkiem oraz Ewą Wencel. Sesje te odbyły się nieodpłatnie, a aktorzy pracowali nad swymi rolami przez cztery miesiące, choć nie mieli pewności, że film ostatecznie powstanie (wówczas nie miał ustalonego budżetu ani producenta). W samym scenariuszu małżeństwo Krauze zawarło swoje własne doświadczenia (to właśnie oni doświadczyli bankructwa dewelopera i otrzymali od matki Krzysztofa sto tysięcy złotych). Role chłopców doświadczających traumatycznych wydarzeń zagrali bracia Dawid i Natan Gudejko, wytypowani po długich poszukiwaniach.
Zdjęcia do Placu Zbawiciela zrealizował uznany dokumentalista Wojciech Staroń, który materiał w ciasnych wnętrzach mieszkania przeplatał z obrazem placu Zbawiciela z lotu ptaka. Jak pisał Tadeusz Lubelski, na placu obowiązywał ruch okrężny, sugerujący niemożność wyjścia bohaterów z zaistniałej sytuacji. Kos-Krauze sugerowała już pierwszego dnia zdjęć, aby były one jak najbardziej naturalistyczne, „nie pod kamerę”. Film kręcono w sierpniu i wrześniu 2006 roku. Nad procesem produkcji czuwał kierownik Studia Filmowego „Zebra”, Juliusz Machulski, przy współpracy z Telewizją Polską – Agencją Filmową oraz Canal+ Polska. Film został dofinansowany przez Polski Instytut Sztuki Filmowej. Za ścieżkę dźwiękową do Placu Zbawiciela odpowiadał Paweł Szymański, a w procesie postprodukcji film zmontował Krzysztof Szpetmański.

## Odbiór

### Frekwencja kinowa
Do czerwca 2019 roku Plac Zbawiciela obejrzało w polskich kinach 185 400 widzów, co umiejscawiało go na dziewiątym miejscu na liście najczęściej oglądanych filmów polskich 2006 roku.

### Odbiór krytyczny w Polsce
Plac Zbawiciela został pozytywnie przyjęty przez polskich krytyków. Dominika Wernikowska z portalu Filmweb pisała: „Śledząc tragedię Beaty, Bartka i jego matki odnosi się wrażenie, że oko kamery zamiast obserwować podgląda bohaterów [...]. Prawdziwe, przekonujące dialogi [...] i udane kreacje aktorskie potęgują ten efekt”. Przemysław Brudzyński na łamach portalu Film.org.pl określił Plac Zbawiciela jako „film godny umieszczenia w gronie najbardziej wstrząsających dzieł kina”, przy którym „twórczość Ingmara Bergmana wydaje się kwintesencją wiary w ludzkość, a obrazy Larsa von Triera – dziełami pełnymi pozytywnych przesłań”. Tadeusz Sobolewski w swej recenzji na łamach „Gazety Wyborczej” stwierdził, że dzieło małżeństwa Krauze jest „najważniejszym filmem polskim ostatnich lat”, podkreślając jednocześnie obiektywizm i dystans reżyserski względem bohaterów: „Każda z postaci dostaje szansę – jak oskarżony swojego obrońcę. Nikt tu nie jest święty ani zdecydowanie zły czy głupi”. Bożena Janicka w recenzji dla „Kina” zachowała większy sceptycyzm, zapytując o realizm zakończenia: „czy w kodeksie karnym istnieje paragraf, przewidujący sądowy wyrok za winę wyłącznie moralną? Czy za przestępstwo wyjątkowo drastyczne sąd może sprawcę całkowicie uwolnić od kary tylko dlatego, że wcześniej ktoś owemu sprawcy zrobił świństwo?”.
W plebiscycie pisma „Kino”, którego celem było wyłonienie 10 najlepszych filmów roku 2006, Plac Zbawiciela zajął drugie miejsce (głosami ośmiorga redaktorów).

### Analizy i interpretacje
Michał Piepiórka zauważył, że Plac Zbawiciela mimo swej struktury podobnej do Długu ma zupełnie inne przesłanie niż wspomniany film Krauzego. Zdaniem Piepiórki „twórcy dostosowali się do trendu w polskim kinie uformowanego po roku 2000 i przedstawili polską rzeczywistość z punktu widzenia ofiar transformacji, a nie jej «młodych wilczków», jak było w Długu”. Piepiórka stwierdził, że w filmie małżeństwa Krauze „od uczucia rozczarowania niedostatkami wolnego rynku nastąpiło przejście do współodczuwania z tymi, których kapitalistyczna machina wyrzuciła na margines społeczeństwa”.
Kazimiera Szczuka stwierdziła, że Plac Zbawiciela jest filmem traktującym o przemocy domowej wobec kobiet, traktowanych w społeczeństwie polskim doby transformacji ustrojowej jako pariasi. W filmie małżeństwa Krauze pojawiają się zdaniem polskiej feministki motywy pogardzanej pracy kobiet w gospodarstwach domowych, „degradacji i wykluczenia z rynku pracy”, a także krytycyzm wobec prorodzinnej polityki kryjącej w sobie brutalność skierowaną przeciwko kobiecości. Szczuka zasugerowała również, że w Placu Zbawiciela pojawiają się aluzje do aborcji, gdyż Teresa wyrzuca synowej, że ta nie zdecydowała się na usunięcie ciąży: „Matka nienawidzi synowej za to, że macierzyństwo ją uszczęśliwia, [...] że nie nauczono jej logiki winy i kary, jaka w tym świecie spada na kobietę za jej seksualność i płodność”.

## Nagrody
| Rok  | Festiwal/instytucja                                            | Nagroda                                                    | Odbiorca                           |
| ---- | -------------------------------------------------------------- | ---------------------------------------------------------- | ---------------------------------- |
| 2006 | Festiwal Polskich Filmów Fabularnych                           | Złote Lwy                                                  | Krzysztof Krauze Joanna Kos-Krauze |
| 2006 | Festiwal Polskich Filmów Fabularnych                           | Nagroda za główną rolę kobiecą                             | Jowita Budnik                      |
| 2006 | Festiwal Polskich Filmów Fabularnych                           | Nagroda za drugoplanową rolę kobiecą                       | Ewa Wencel                         |
| 2006 | Festiwal Polskich Filmów Fabularnych                           | Nagroda za muzykę                                          | Paweł Szymański                    |
| 2006 | Festiwal Polskich Filmów Fabularnych                           | Nagroda Dziennikarzy                                       | Krzysztof Krauze Joanna Kos-Krauze |
| 2006 | Festiwal Polskich Filmów Fabularnych                           | Nagroda Prezydenta Rzeczypospolitej Polskiej               | Krzysztof Krauze Joanna Kos-Krauze |
| 2006 | Festiwal Polskich Filmów Fabularnych                           | Nagroda Prezesa Zarządu Telewizji Polskiej                 | Krzysztof Krauze Joanna Kos-Krauze |
| 2006 | Camerimage                                                     | Nagroda Główna                                             | Wojciech Staroń                    |
| 2007 | Koło Piśmiennictwa Filmowego Stowarzyszenia Filmowców Polskich | Złota Taśma                                                | Krzysztof Krauze Joanna Kos-Krauze |
| 2007 | Ogólnopolski Festiwal Sztuki Filmowej „Prowincjonalia”         | Nagroda Główna „Jańcio Wodnik” za najlepszy film fabularny | Krzysztof Krauze Joanna Kos-Krauze |
| 2007 | Ogólnopolski Festiwal Sztuki Filmowej „Prowincjonalia”         | Nagroda za najlepszą rolę kobiecą                          | Ewa Wencel                         |
| 2007 | Polska Nagroda Filmowa „Orły”                                  | Najlepszy film                                             | Krzysztof Krauze Joanna Kos-Krauze |
| 2007 | Polska Nagroda Filmowa „Orły”                                  | Najlepsza reżyseria                                        | Krzysztof Krauze Joanna Kos-Krauze |
| 2007 | Polska Nagroda Filmowa „Orły”                                  | Najlepsza główna rola kobieca                              | Jowita Budnik                      |
| 2007 | Polska Nagroda Filmowa „Orły”                                  | Najlepsza drugoplanowa rola kobieca                        | Ewa Wencel                         |
| 2007 | TVP Kultura                                                    | Nagroda w kategorii film                                   | Krzysztof Krauze Joanna Kos-Krauze |
| 2007 | Tarnowska Nagroda Filmowa                                      | Nagroda Publiczności                                       | Krzysztof Krauze Joanna Kos-Krauze |
| 2007 | Tarnowska Nagroda Filmowa                                      | Nagroda dziennikarzy radiowych                             | Krzysztof Krauze Joanna Kos-Krauze |
| 2007 | China Golden Rooster & Hundred Flowers Film Festival           | Najlepsza reżyseria                                        | Krzysztof Krauze Joanna Kos-Krauze |
| 2007 | Międzynarodowy Festiwal Filmowy w Valladolid                   | Srebrny Kłos                                               | Krzysztof Krauze Joanna Kos-Krauze |
| 2007 | Międzynarodowy Festiwal Filmowy w Valladolid                   | Nagroda za najlepszą rolę kobiecą                          | Jowita Budnik                      |
| 2008 | Międzynarodowy Festiwal Filmowy w Trieście                     | Nagroda Główna                                             | Krzysztof Krauze Joanna Kos-Krauze |
| 2008 | Seattle Polish Film Festival                                   | Nagroda dla najlepszego dramatu                            | Krzysztof Krauze Joanna Kos-Krauze |
| 2008 | Międzynarodowe Forum Filmowe „Złoty Rycerz”                    | Nagroda za drugoplanową rolę kobiecą                       | Ewa Wencel                         |
| 2009 | International Images Film Festival for Women w ZImbabwe        | Nagroda za scenariusz                                      | Krzysztof Krauze Joanna Kos-Krauze |